# Studenternas Hus

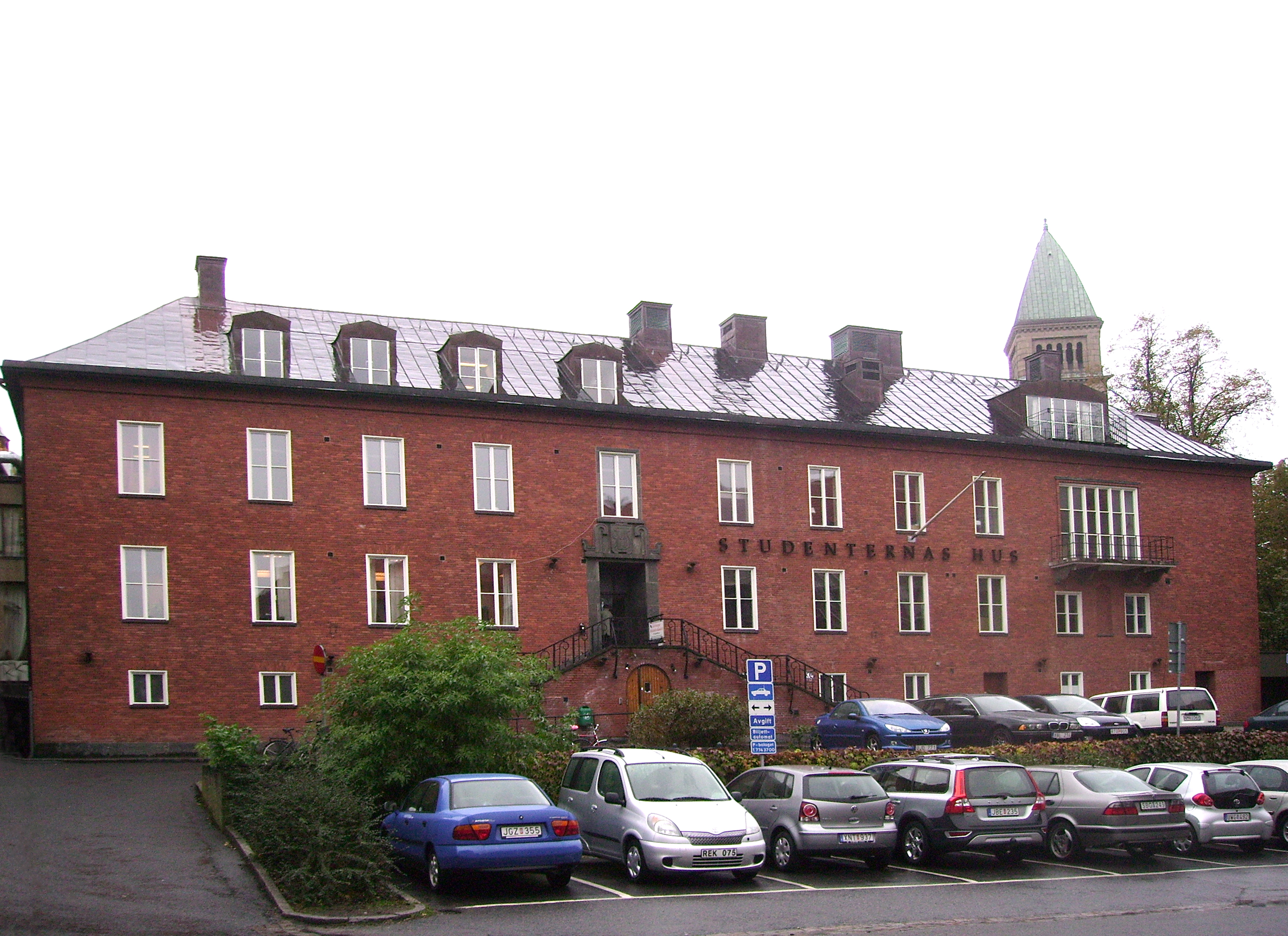
Studenternas hus

Studenternas Hus, länge bara kallad Kåren, ligger på Götabergsgatan 17 i Göteborg och är ursprungligen uppfört av Göteborgs Högskolas Studentkår (GHS) 1932. Arkitekt för fastigheten var Ragnar Ossian Swensson och fastigheten har sedan dess byggts ut för att möta behov inom Göteborgs studentliv. Bland annat tillkom Stora hallen på 1960-talet, där Endre Nemes monumentalmålning “Karyatider” hänger ovanför scenen. Vid Studenternas hus har olika typer av studentnära verksamhet, inom och utom studentkårernas regi, bedrivits sedan fastigheten uppfördes.
Åren 1983-2010 var det kårhus för Filosofiska Fakulteternas Studentkår vid Göteborgs universitet. Under denna period arrangerades en mängd konserter i lokalerna och även ett antal i parken bredvid som kallas Himlabacken. Flera arrangörer anordnade också återkommande klubbar i huset, exempelvis syntklubben Romo Night. År 2010 tog den nybildade Göta studentkår över FFS verksamhet och därmed även huset. I huset finns bland annat kårens expedition, föreläsningssal/hörsal som heter Lingsalen, en studentbokhandel och föreningslokaler för ett antal kårföreningar, exempelvis Tongångarne och Filosofspexet. Även tidningsföreningen Götheborgske Spionen, Konstkåren och Göteborgs Universitets Studentkårer har kontor i huset.

## The Fat Of Karen
Albumet The Fat Of Karen är ett inofficiellt skivsläpp utifrån P3 Live inspelning av The Prodigys konsert på Kåren i Göteborg 25 november 1994